# محرك مزرعة وستنجهاوس

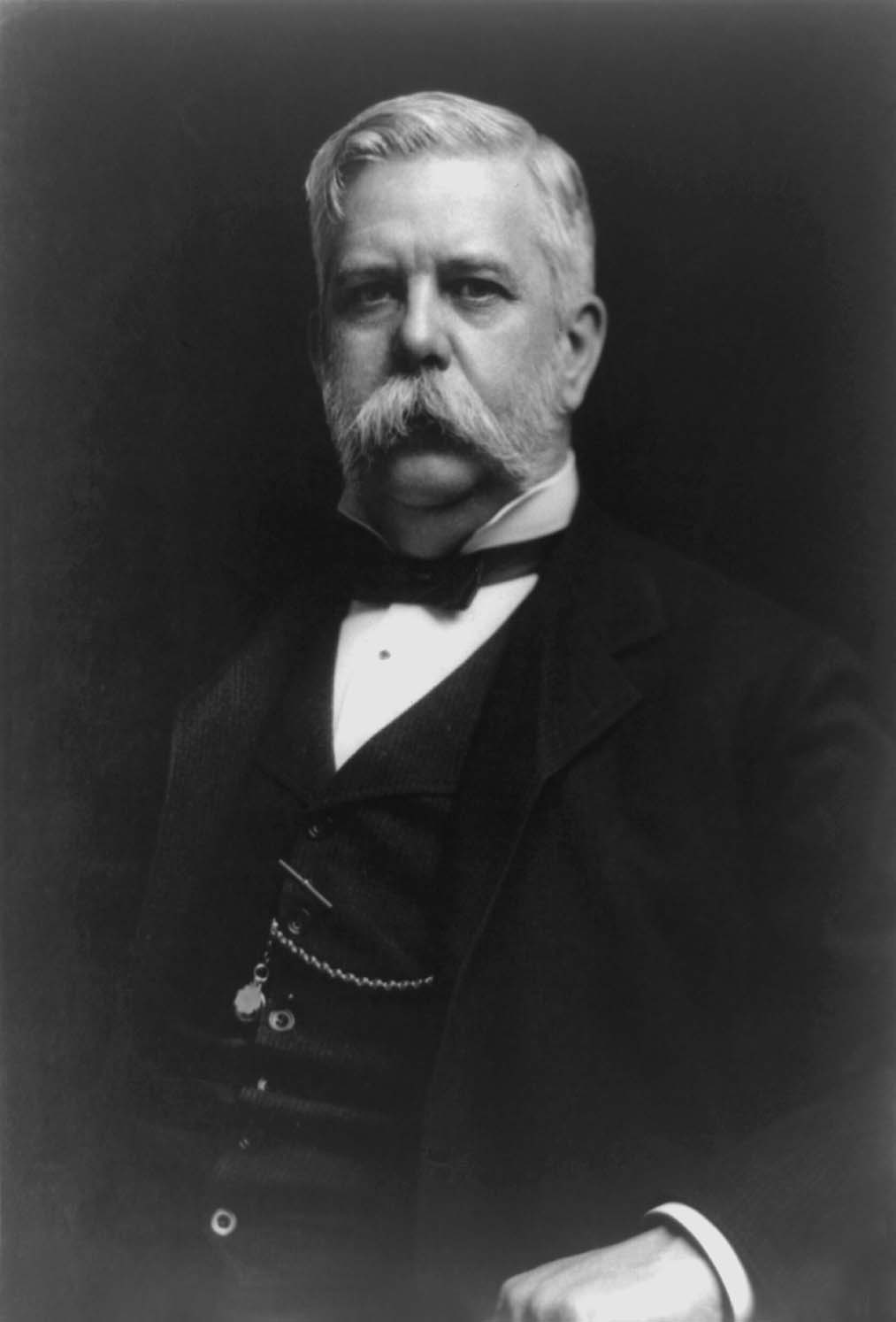
جورج وستنجهاوس مؤسس شركة ويستينغهاوس إلكتريك

كان محرك مزرعة وستنجهاوس Westinghouse Farm Engine عبارة عن محرك بخاري صغير ذو غلاية عمودية تم بناؤه بواسطة شركة ويستينغهاوس إلكتريك والذي ظهر في أواخر القرن التاسع عشر. أثناء الانتقال من الخيول إلى الآلات، كانت الخيول تنقل المحركات الصغيرة المحمولة من مزرعة إلى أخرى لتوفير الطاقة عند الحاجة إليها. وكانت توفير الطاقة للآلات الزراعية مثل المناشر، وآلات الدرس، ومقشرات الذرة. استخدمتها العديد من ورش العمل الصغيرة أيضًا.
مخترع محرك المزرعة هو جورج وستنجهاوس. في نهاية عام 1865، ابتكر محرك بخاري دوار: محرك مزرعة وستنجهاوس. اخترع المحرك وعمره 21 عامًا. كخط جانبي لمنتجات المكابح الهوائية، قامت وستنجهاوس بتصنيع هذه المحركات التي تجرها الخيول، والمراجل العمودية، والمحركات ذات الأسطوانات الأفقية. تم صب كل من الأسطوانة وصندوق البخار ودليل الرأس المتقاطع وصناديق محامل العمود المرفقي في قطعة واحدة لضمان الدقة الميكانيكية والمحاذاة المثالية للمكبس والكرنك. كان المحرك مصنوعًا من النحاس والفولاذ. ساعدت الآلة المزارع الأمريكية على التحول من استخدام الخيول إلى الآلات. جاءت بأحجام 6 و 10 و 15 حصانًا. قيل أن محرك Westinghouse Farm يتمتع بضربة قصيرة وسريعة لجعله أخف وزنًا. ساعد هذا التصميم في التأكد من عدم انقلاب المحرك. تم تجهيز المحركات بحاكم قابل للتعديل، وصمام أمان بوب، ومقياس بخار، وسخان مياه التغذية، ومضخة تعمل مباشرة، وصفارة، ومنفاخ، وفرامل، وإمداد كامل من الشدات وأدوات الإطفاء. وقد ساعد هذا في الحفاظ على كفاءة المحرك ومتانته وراحته. تم إنتاج المحركات من عام 1886 إلى عام 1917 عندما تم استبدالها بمحركات زراعية قياسية أكبر.

## الميزات الرئيسية
من مميزات محرك مزرعة وستنجهاوس 
- تصميم محمول: كان محرك مزرعة ويستنجهاوس يتميز بتصميم محمول، مما يسمح بنقله من مكان لآخر حسب الحاجة في المزرعة، على عكس محركات البخار الثابتة التي كانت مستخدمة سابقًا.
- قوة البخار: كان المحرك يعمل بالبخار، والذي يتم توليده من خلال حرق الخشب أو الفحم أو غيرها من الوقود. البخار يحرك مكبس أو آلية أخرى لتوليد الحركة، التي تُستخدم بعد ذلك لتشغيل المعدات المختلفة.
- المرونة: كانت هذه المحركات متعددة الاستخدامات ويمكن استخدامها في مجموعة متنوعة من المهام في المزرعة. وهذا جعلها ذات قيمة كبيرة للمزارعين الذين يحتاجون إلى مصدر طاقة موثوق لمختلف التطبيقات.

## روابط خارجية
- عندما كان وستنجهاوس يعني البخار، وليس الكهرباء
- صورة محرك مزرعة وستنجهاوس - ويكيبيديا الانجليزية